# Diadasina callura
Diadasina callura är en biart som först beskrevs av Cockerell 1918.  Diadasina callura ingår i släktet Diadasina och familjen långtungebin. Inga underarter finns listade i Catalogue of Life.